# 陳茂輝 (1961年)
陳茂輝（1961年10月—），男，廣東翁源人，中华人民共和国政治人物。

## 生平
1976年10月参加工作，任广东省韶关市翁源县官渡公社通信员、财务管理员。1981年5月，任翁源县委农村部干部。1983年4月加入中国共产党。1983年11月，任翁源县江尾区团委书记（期间：1984年9月至1986年7月在华南师范大学政治专修科团干班脱产学习）。1986年12月，任共青团翁源县委副书记。1988年5月，任中共翁源县官渡乡党委副书记、代乡长。1988年7月，任共青团韶关市委副书记、党组成员。1991年12月，任共青团韶关市委书记、党组书记（期间：1994年10月至1995年10月挂任团中央统战部部长助理)。1995年12月，任共青团广东省委副书记、党组成员（期间：1995年9月至1998年7月在省委党校在职研究生班经济学专业学习）。2000年4月，任中共阳春市委书记。
2003年5月，任中共清远市委常委、组织部长。2004年9月，任中共清远市委副书记。2008年8月，任广东省人民政府副秘书长、省援川工作组组长(正厅级)。
2011年1月，任中共中山市委副书记。2011年2月，任中共中山市委副书记、市长。
2012年10月，任中共汕头市委书记。2016年4月，卸任中共汕头市委书记职务。转任广东省政协外事侨务委员会副主任。